# Coupe du monde B de combiné nordique 2004
Navigation
2002 — 2003 2004 — 2005
| \| Rovaniemi Lillehammer Ruhpolding Tarvisio Villach Braunlage Harrachov Karpacz Klingenthal Zakopane \| Les sites des compétitions (manquent Iiyama, Nozawa Onsen et Hakuba) |
| Rovaniemi Lillehammer Ruhpolding Tarvisio Villach Braunlage Harrachov Karpacz Klingenthal Zakopane                                                                            |

La coupe du monde B de combiné nordique 2003 — 2004 fut la quatorzième édition de la coupe du monde B de combiné nordique, compétition de combiné nordique organisée annuellement de 1991 à 2008 et devenue depuis la coupe continentale.
Elle s'est déroulée du 5 décembre 2003 au 14 mars 2004, en 24 épreuves.
Cette coupe du monde B a débuté en Finlande, à Rovaniemi et a fait étape au cours de la saison
en Norvège (Lillehammer),
en Allemagne (Ruhpolding et Klingenthal, les épreuves prévues à Braunlage ayant été annulées),
en Italie (Tarvisio),
en Autriche (Villach),
en République tchèque (Harrachov),
en Pologne (Karpacz, les épreuves prévues à Zakopane ayant été annulées),
au Japon (Iiyama et Hakuba, les épreuves prévues à Nozawa Onsen ayant été annulées).
La compétition aurait dû se terminer à Zakopane, en Pologne ; ces épreuves ayant été annulées, elle s'est achevée une semaine auparavant, en Allemagne, à Klingenthal.
Cette coupe du monde B vit se dérouler pour la première fois des épreuves au Japon.
Elle a été remportée par le coureur japonais Yōsuke Hatakeyama.

## Classement général
| Rang | Nom                        | Points |
| 1    | Yōsuke Hatakeyama          | 648    |
| 2.   | Ivan Rieder                | 643    |
| 3.   | Takashi Kitamura           | 588    |
| 4    | Lucas Vonlanthen (pl)      | 578    |
| 5    | Carl Van Loan              | 539    |
| 6    | Mathieu Martinez           | 515    |
| 7    | Stephan Münchmeyer         | 506    |
| 8    | Bernhard Gruber            | 488    |
| 9    | Ronny Heer                 | 476    |
| 10   | Sergueï Maslennikov        | 467    |
| 11   | Seppi Hurschler            | 435    |
| 12   | Jon-Richard Rundsveen (pl) | 418    |

## Calendrier
| Date                 | Épreuve                               | Vainqueur                  | Deuxième                   | Troisième             |
| 1 — 3. Rovaniemi     |                                       |                            |                            |                       |
| 5/12/2003            | K90 / 7,5 km                          | Tino Edelmann              | Andreas Hartmann           | Stephan Münchmeyer    |
| 6/12/2003            | Mass-start par équipes 3 x 5 km / K90 | Épreuve annulée            | Épreuve annulée            | Épreuve annulée       |
| 7/12/2003            | K90 / 15 km                           | Christian Beetz            | Andreas Hartmann           | Gen Tomii             |
| 4 — 5. Lillehammer   |                                       |                            |                            |                       |
| 13/12/2003           | K120 / 7,5 km                         | Takashi Kitamura           | Pavel Churavý              | Jan Rune Grave        |
| 14/12/2003           | K120 / 15 km                          | Carl Van Loan              | Lukas Klapfer              | Lucas Vonlanthen (pl) |
| 6 — 7. Ruhpolding    |                                       |                            |                            |                       |
| 20/12/2003           | K115 / 7,5 km                         | Ivan Rieder                | Tino Edelmann              | Stephan Münchmeyer    |
| 21/12/2003           | K115 / 15 km                          | Jan Schmid                 | Christian Beetz            | Lucas Vonlanthen (pl) |
| 8 — 9. Tarvisio      |                                       |                            |                            |                       |
| 6/01/2004            | K90 / 7,5 km                          | David Kreiner              | Yōsuke Hatakeyama          | Sergueï Maslennikov   |
| 7/01/2004            | K90 / 15 km                           | David Kreiner              | Michal Pšenko              | Lukas Klapfer         |
| 10 — 11. Villach     |                                       |                            |                            |                       |
| 10/01/2004           | K90 / 7,5 km                          | Marc Frey                  | David Kreiner              | Yōsuke Hatakeyama     |
| 11/01/2004           | K90 / 15 km                           | Mathieu Martinez           | David Kreiner              | Pascal Meinherz       |
| 12 — 13. Braunlage   |                                       |                            |                            |                       |
| 17/01/2004           | K90 / 7,5 km                          | Épreuves annulées          | Épreuves annulées          | Épreuves annulées     |
| 18/01/2004           | K90 / 3 x 10 km                       | Épreuves annulées          | Épreuves annulées          | Épreuves annulées     |
| 14. Harrachov        |                                       |                            |                            |                       |
| 21/01/2004           | K90 / 7,5 km                          | Jochen Strobl              | Antti Kuisma               | Pavel Churavý         |
| 15 — 16. Karpacz     |                                       |                            |                            |                       |
| 24/01/2004           | K85 / 15 km                           | Mathieu Martinez           | Pavel Churavý              | Marc Frey             |
| 25/01/2004           | K85 / 7,5 km                          | Marc Frey                  | Mathieu Martinez           | Jochen Strobl         |
| 17. Iiyama           |                                       |                            |                            |                       |
| 12/02/2004           | K80 / 7,5 km                          | Jon-Richard Rundsveen (pl) | Sergueï Maslennikov        | Takashi Kitamura      |
| 18. Nozawa Onsen     |                                       |                            |                            |                       |
| 14/02/2004           | K90 / 15 km                           | Takashi Kitamura           | Yōsuke Hatakeyama          | Bill Demong           |
| 19 — 20. Hakuba      |                                       |                            |                            |                       |
| 16/02/2004           | Mass-start 10 km / K120               | Épreuve annulée            | Épreuve annulée            | Épreuve annulée       |
| 17/02/2004           | K120 / 7,5 km                         | Takashi Kitamura           | Jon-Richard Rundsveen (pl) | Yōsuke Hatakeyama     |
| 21 — 22. Klingenthal |                                       |                            |                            |                       |
| 6/03/2004            | Mass-start par équipes 3 x 5 km / K80 | Épreuve annulée            | Épreuve annulée            | Épreuve annulée       |
| 7/03/2004            | K80 / 15 km                           | Andreas Langer             | Marcel Höhlig              | Carl Van Loan         |
| 23 — 24. Zakopane    |                                       |                            |                            |                       |
| 13/03/2004           | K120 / 10 km                          | Épreuves annulées          | Épreuves annulées          | Épreuves annulées     |
| 14/03/2004           | K120 / 7,5 km                         | Épreuves annulées          | Épreuves annulées          | Épreuves annulées     |